# Florent Piétrus
Florent Marius Piétrus (Les Abymes, Guadalupe, 19 de gener de 1981) és un jugador de bàsquet francés, que juga a la posició d'aler amb l'Orléans Loiret Basket. És germà major del també jugador de bàsquet Mickaël Piétrus, amb qui va coincidir en el Pau Orthez i en la selecció francesa.

## Carrera professional
Piétrus començà la seua carrera amb l'Élan Béarnais Pau-Orthez de la Lliga francesa (1999-04). Es va presentar al draft de l'NBA de l'any 2003, però no va ser triat per cap equip. A continuació, va jugar a la Lliga ACB amb l'Unicaja de Màlaga (2004-07), el MMT Estudiantes (2007-08), el València Bàsquet (2008-10), el Caja Laboral (2010) i altra volta amb el València Bàsquet (2010-13).
El 22 de juliol de 2013, Piétrus signà amb el club francés SLUC Nancy Basket. Es va unir a l'equip BCM Gravelines el 2016. L'1 de setembre de 2017, Piétrus va signar un contracte de curt termini amb el Levallois Metropolitans. El 3 de febrer de 2018, va fitxar amb el IG d'Estrasburg per a la resta de la temporada. El 9 de juliol de 2018, Piétrus va signar un contracte d'un any de durada amb l'IG d'Estrasburg.
El 12 de gener de 2020, signà amb l'Orléans Loiret Basket de la Lliga francesa.

## Equip nacional francés
Al setembre de 2005, Piétrus va guanyar la medalla de bronze a l'Eurobàsquet 2005 amb la selecció francesa. Així mateix, obtingué la medalla de plata a l'Eurobàsquet 2011, la medalla d'or a l'Eurobàsquet 2013 i la medalla de bronze a l'Eurobàsquet 2015. També participà a l'Eurobàsquet 2003, l'Eurobàsquet 2007 i l'Eurobàsquet 2009.
Piétrus va jugar amb França el Campionat del Món de 2006, el Campionat del Món de 2010, els Jocs Olímpics de Londres 2012, el Campionat del Món de 2014, on va guanyar una medalla de bronze, i els Jocs Olímpics de Rio 2016.

### Estadístiques amb l'equip nacional francés
| Torneig            | Partits jugats | Punts per partit | Rebots per partit | Assistències per partit |
| ------------------ | -------------- | ---------------- | ----------------- | ----------------------- |
| EuroBasket 2003    | 6              | 6.8              | 5.3               | 0.7                     |
| EuroBasket 2005    | 7              | 7.6              | 7.1               | 0.7                     |
| Mundial 2006       | 9              | 9.7              | 6.7               | 0.6                     |
| EuroBasket 2007    | 7              | 8.9              | 3.7               | 0.6                     |
| EuroBasket 2009    | 8              | 6.5              | 2.9               | 1.1                     |
| Mundial 2010       | 4              | 4.5              | 4.8               | 1.5                     |
| EuroBasket 2011    | 11             | 2.6              | 3.4               | 0.8                     |
| Jocs Olímpics 2012 | 6              | 4.5              | 2.8               | 0.5                     |
| EuroBasket 2013    | 11             | 1.9              | 3.5               | 0.2                     |
| Mundial 2014       | 9              | 3.1              | 3.7               | 0.9                     |
| EuroBasket 2015    | 9              | 1.2              | 2.9               | 0.2                     |
| Jocs Olímpics 2016 | 11             | 0.8              | 0.7               | 0.7                     |

## Palmarés

### Clubs
- Campió de la Lliga de França PRO A amb l'ÉB Pau-Orthez les temporades 2000-01, 2002-03 i 2003-04.
- Campió de la Copa de França amb l'ÉB Pau-Orthez les temporades 2001-02 i 2002-03 i amb l'Strasburg la temporada 2017-18.
- Campió de la Copa del Rei amb l'Unicaja de Màlaga en la temporada 2004-05.
- Campió de la Lliga ACB amb l'Unicaja de Málaga en la temporada 2005-06.
- Campió de l'EuroCup 2010 amb el València Basket.

### Premis individuals
- Campió del concurs d'esmaixades de la Supercopa ACB de la temporada 2006-07.
- Guanyador del Trofeu a l'Esforç del València Basket de la temporada 2011-12.